# Fenicia bajo dominio asirio
Durante el Imperio Asirio Medio (1392-1056 a. C.) y el Imperio Neoasirio (911-605 a. C.), Fenicia, lo que hoy se conoce como Líbano, y la costa de Siria, estuvieron bajo el dominio asirio en varias ocasiones.
El sur de Canaán, en términos modernos, Israel, los Territorios Palestinos y Jordania, estaba habitado por una serie de  estados semíticos que hablaban lenguas  cananeas, como Israel,  Judá, Samarra, Amón, Edom, Moab, los suteos y los amalecitas. Además, los filisteos emigraron a esta región desde el mar Egeo, un pueblo no semítico de habla indoeuropea. El norte de Canaán, en términos modernos, el Líbano, la costa mediterránea de Siria y el extremo suroccidental de Turquía, también estaba habitado por pueblos de habla cananea, reunidos en ciudades-estado como Tiro, Sidón, Beret, Arvad, Simyra, Onoba y Tarsis. El término Fenicia se aplicó a esta región, pero es una aplicación griega posterior que no se utilizó durante el periodo asirio.
Al este, en términos modernos el interior de la actual Siria, excluyendo el noreste asirio, la región había sido habitada desde el siglo XXIV a. C. por los amorreos de habla cananea y durante un tiempo también por los eblaitas de  habla semítica oriental, por lo que gran parte de esta región había sido conocida como la «Tierra de los Amurru». Sin embargo, a partir del siglo XII a. C. apareció un nuevo grupo semítico, los arameos, y a finales del siglo XI a. C. esta región era conocida como Aramea/Aram y Eber-Nari, y siguió llamándose así durante la última parte del Imperio asirio medio, el Imperio Neoasirio, el Imperio Neobabilónico y el Imperio Aqueménida. El término Siria es, en realidad, un nombre indo-anatólico del siglo X a. C. para Asiria, que siglos más tarde los griegos aplicaron durante el Imperio Seléucida (311-150 a. C.) no sólo a la propia Asiria sino a gran parte del  Levante.
La aproximación de los devastadores ejércitos asirios se traduciría la mayoría de las veces en el vasallaje de estos estados. Del mismo modo, cualquier ausencia prolongada daría lugar a una rebelión, a menudo patrocinada por otro de los numerosos oponentes de Asiria. El resultado es que numerosos reyes de Asiria lanzaron campañas para poner estas regiones económicamente importantes bajo el dominio asirio. La rebelión tras la ofensiva de un rey daba lugar al siguiente asalto vengativo de su sucesor. Cuando Tiro dejó de pagar tributo a los reyes asirios, estalló la rebelión.

## Antecedentes
Antes del surgimiento del Imperio neoasirio a finales del siglo X a. C., gran parte del territorio conocido hoy como Siria y Líbano estaba gobernado por varias ciudades-estado independientes de habla cananea. El comercio establecido entre estas ciudades y las del Mediterráneo proporcionó a algunas de ellas una gran riqueza.
Durante el Imperio Asirio Medio, después de conseguir el dominio de gran parte del antiguo Cercano Oriente y Asia Menor a expensas del Imperio Hitita, Hurri-Mitanni, Imperio Egipcio, Babilonia y Frigia, los asirios dirigieron su atención a la costa del Mediterráneo Oriental. Tiglath-Pileser I (1115-1077 a. C.) invadió la región y conquistó los estados cananeo-fenicios de Biblos, Tiro, Sidón, Simyra, Beritus (Beirut), Aradus y finalmente Arvad. Sin embargo, Asiria entró en un período de declive "comparativo" a partir del 1055 a. C., sus territorios se redujeron drásticamente, y aunque se registra que un rey asirio hizo campaña en la región a finales del siglo X a. C., Fenicia se perdió esencialmente para Asiria.
El rey Adad-nirari II (911-891 a. C.) ascendió al trono e inmediatamente comenzó a consolidar los dominios de Asiria y a castigar a los vasallos rebeldes, dando lugar al Imperio Neoasirio. Tras la muerte de Adad-nirari II, Tukulti-Ninurta II (890-884 a. C.) comenzó a expandirse contra los enemigos de Asiria hacia el norte y el este en Asia Menor y Antiguo Irán. La expansión hacia el norte significó que el siguiente rey asirio, Asurnasirpal II (883-859 a. C.) estaba en condiciones de ampliar enormemente la influencia política y militar de Asiria fuera de Mesopotamia. Tras aplastar la revuelta de la ciudad de Suru, invadiendo el Levante y derrotando al rey arameo de Bit Adini y mutilando sin piedad a otros rebeldes a lo largo del río Tigris superior, Ashurnasirpal II dirigió su atención hacia el oeste, a la tierra de los fenicios.

## Campañas de Salmanasar III, 858-824 a.C.
Salmanasar III era el hijo de Asurnasirpal II y, al igual que su padre, dedicó gran parte de sus energías a luchar y expandirse en nombre de Asur. Sin embargo, aunque hizo campaña durante 31 de sus 35 años en el trono, su muerte fue recibida con sueños no realizados y, en última instancia, con conflictos civiles y otro breve período de inestabilidad dentro del imperio. Las ciudades de Aramea y Canaán volvieron a rebelarse y en el 853 a. C. Salmanasar III dirigió un ejército para cruzar el Éufrates y entrar en el norte de Aram. Tras tomar Alepo, se encontró en las llanuras del centro de Siria con una coalición de estados arameos y cananeos, incluidas las fuerzas enviadas por el rey Ajab de Israel. El resultado de la batalla fue probablemente un empate para Salmanasar III, aunque algunos estados vasallos volvieron a alinearse, y más tarde hizo campaña en tres ocasiones más contra sus oponentes en el 849, 845 y 838 a. C., conquistando gran parte del Levante. No consiguió tomar Damasco pero devastó gran parte de su territorio, sin embargo muchas de las ciudades fenicias recibieron un respiro de los ataques asirios durante el reinado de Shamshiadad V y la reina regente Semiramis.
Shamshiadad V demostró ser un rey vigoroso. Entre sus acciones se encuentra el asedio a Damasco en tiempos de Ben-Hadad III en el año 796 a. C., que condujo al eclipse del reino arameo de Damasco y permitió la recuperación de Israel bajo el mando de  Joás, que pagó tributo al rey asirio en esta época, y Jeroboam II.

## Campañas de Tiglat Pileser III, 745-727 a.C.
Tiglatpileser III sacó al imperio asirio del periodo de inestabilidad en el que había entrado tras la muerte de Adad-nirari III en el 783 a. C., para temor de los enemigos de Asiria. Sus reformas administrativas y militares incluyeron la introducción de un ejército permanente, que permitía la realización de extensas campañas y guerras de asedio, mayores líneas de comunicación y el suministro de caballos, metal, flechas y otras necesidades de la guerra. Al conquistar un nuevo territorio, un funcionario asirio sería puesto a cargo para supervisar y asegurar que los intereses y el tributo asirios se mantuvieran.
Con esto y con su enérgica campaña, el Levante y muchas de las ciudades fenicias estaban condenadas a perder su independencia una vez más ante los brutales pero eficaces ejércitos asirios.
Después de ocuparse de las molestas tribus caldeas y suteas que habían emigrado a Babilonia por el sur, y de reafirmar el vasallaje de Babilonia a Asiria, Tiglat dirigió una campaña contra los oponentes del norte de Urartu. Urartu había estado extendiendo su influencia en el Mediterráneo oriental al forjar una serie de estados vasallos a lo largo de la media luna fértil y en el sur de Canaán. En consecuencia, los movimientos de Tiglat contra Aramea y Canaán le sirvieron de ayuda en su guerra contra Urartu.
Al enterarse del avance de los ejércitos de Asiria, los estados vasallos del norte de Siria pidieron a las fuerzas de Urartu que los protegieran. Con una aplastante derrota en el Alto Éufrates, Tiglat se aseguró de que ninguna tropa acudiera en su ayuda; un infructuoso asedio a la capital de Urartu, Turushpa, hizo que Tiglat concentrara sus esfuerzos en el oeste. La ciudad siria de Arpad fue sitiada en el 747 a. C. Mientras que la mayoría de los ejércitos de la época no podrían asediarla durante más de medio año ya el cambio estacional exigía que los soldados volvieran a sus granjas y atendieran sus campos y ganado) las reformas de Tilgath hicieron que su ejército permanente tomara la ciudad en el tercer año del asedio.
En el 738 a. C., Tiglat imitó los movimientos de su predecesor, Asurnasirpal II, aceptando el tributo de muchas de las ciudades de Canaán y Siria. Los frutos de las conquistas aseguraron de nuevo un buen suministro de materias primas para alimentar la maquinaria bélica asiria. Cuando Tiglat impuso un embargo comercial a la exportación de cedro fenicio a Egipto, estallaron rebeliones respaldadas por los egipcios en toda la región, todas ellas aplastadas y todas hechas para reconocer la soberanía de la nación de Asur.

## Salmanasar V, 726-722 a.C. y Sargón II, 721-705 a.C.

### Dinastía sargónida

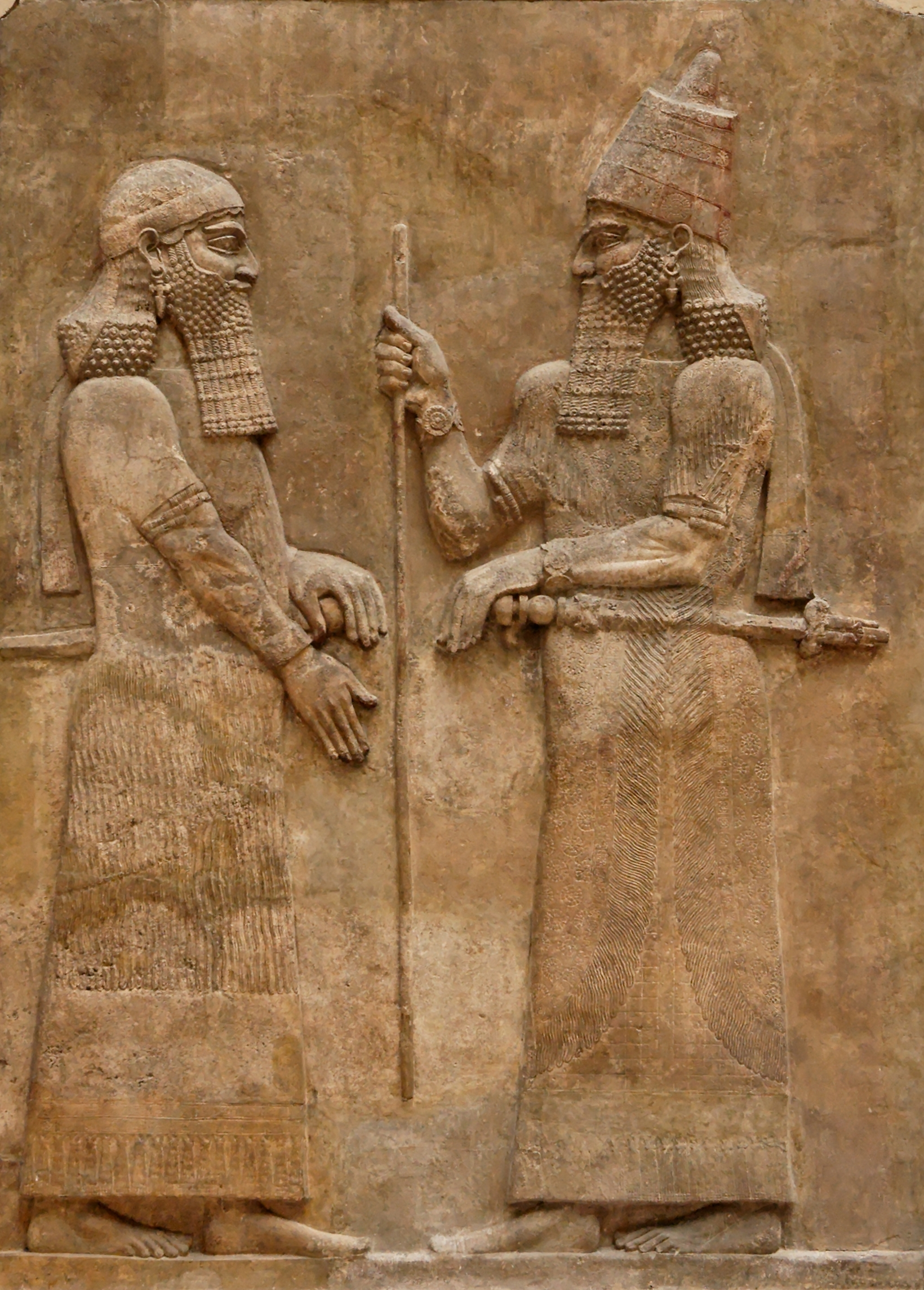
Sargón II (derecha), rey de Asiria (r. 722 - 705 aC), con el príncipe coronado Senaquerib (izquierda)

La sucesión de Sargón II a Tiglat está rodeada de misterio: sus campañas contra Babilonia mencionan una conquista previa de Jerusalén, la capital de los israelitas del sur de Canaán y la deportación masiva de unos 27 000 habitantes a las tierras de Media. El resultado más probable es que otro rey anterior a Sargón II, Salmanasar V pudo haber lanzado campañas en las provincias de Siria y Palestina antes de ser derrocado por Sargón II -cuya rebelión habría alentado otras en todo el Imperio, incluyendo la secesión de Babilonia del vasallaje de Asiria. Por lo tanto, Sargón II reclama la gloria de la conquista de Israel de su predecesor usurpado.
En cualquier caso, los asirios bajo el mando de Sargón II se vieron obligados una vez más a hacer campaña en las inmediaciones de Asiria, lo que dio lugar a un estallido de rebelión en Siria (sin duda para aprovechar la situación de pre-ocupación del ejército asirio). Tras derrotar a sus oponentes, Sargón II decidió dirigirse hacia el oeste en lugar de derrotar completamente a Elam, contentándose con reducir su capacidad de campaña durante algún tiempo.
La rebelión siria fue respaldada por los egipcios (Hanuna de Gaza fue alentada por ellos y así se rebeló) y liderada por el gobernante de Hamath. Las ciudades de Damasco, Samaria y algunas otras ciudades fenicias también se separaron y se aliaron de nuevo para hacer frente a la amenaza de Asiria. La rebelión fue finalmente condenada; la coalición carecía de la capacidad militar para detener el rápido avance de Sargón hacia el sur. Tras tomar Arpad, Sargón II aplastó al ejército de la coalición en Qarqar, vengando así el estancamiento de Salmanasar III. Hamath, seguida de Damasco y luego Samaria cayeron. Sargón pasó a tomar Gaza, donde se deshizo de una fuerza expedicionaria egipcia. Hanuna fue capturada y desollada
Otro intento de los egipcios en el 712 a. C. de fomentar una rebelión fracasó cuando Ashdod, el principal impulsor de esta rebelión, fue derrotado por la acción preventiva de Sargón. A partir de entonces, Palestina y gran parte de las ciudades fenicias estaban seguras.
Las expediciones militares de Sargón contra Urartu y Frigia le permitieron ejercer una mayor influencia en el norte de Siria y Fenicia.

## Senaquerib, 704-681 a.C.
Se desconoce el grado de rebeldía de las ciudades de Tiro y otras ciudades fenicias bajo el reinado de Senaquerib. Sin embargo, se sabe que en el 701 a. C., Senaquerib marchó hacia el sur por la costa mediterránea para reprimir las rebeliones de sus vasallos, los filisteos,[19] respaldados por el reino de Judá. Después de derrotar a otra fuerza expedicionaria egipcia,[19] las ciudades filisteas se rindieron y volvieron a ofrecer tributo, y los registros hablan de que trajeron muchas "ciudades" hostiles (algunas de las cuales eran mucho más parecidas a pueblos) "para abrazar sus pies [de Senaquerib]"[19] Esto bien puede haber incluido una serie de ciudades fenicias en el Líbano. Sin embargo, los vasallos de la región no dejarían de rebelarse mientras Babilonia, Elam o Urartu también se rebelaran contra Asiria, y no mientras Egipto siguiera proporcionando ayuda a los rebeldes.

## Esarhaddón 680-669 a.C.
La reconstrucción de Babilonia por parte de Esarhaddon[20] y su tratado de vasallaje impuesto a los persas y medos le permitieron dirigir su atención a la ciudad rebelde de Tiro (que se había rebelado con ayuda egipcia). En el 671 a. C., Esarhaddón entró en guerra contra el faraón Taharqa de Egipto, jefe de una dinastía nubia extranjera. Una parte de su ejército se quedó atrás para hacer frente a las rebeliones en Tiro, y tal vez en Ashkelon. El resto se dirigió al sur, a Rapihu, y luego cruzó el Sinaí, un desierto habitado por animales temibles y peligrosos, y entró en Egipto. En el verano, tomó Menfis, y Taharqa huyó de vuelta a Nubia . Esarhaddon se autodenominó "rey de Egipto, Libia y Kush", y regresó con un rico botín de las ciudades del delta; erigió entonces una estela de la victoria en la que aparecía el hijo de Taharqa en la esclavitud, el príncipe Ushankhuru.

## Asurbanipal 668–627 a.C.

Ashurbanipal en un relieve del palacio de Nínive.

Asurbanipal sería el último rey asirio que pudo hacer campaña en Fenicia y gran parte de Aram. Marchando con su ejército hacia Egipto (para salvaguardar Siria) derrotó a los opositores rebeldes allí e instaló príncipes títeres en el trono. Los intentos egipcios de tomar Memphis terminaron miserablemente con Ashurbanipal marchando hacia el sur en el Alto Egipto y tomando Thebes "como una tormenta". Su campaña contra Egipto coincidió con otro intento de impedir que Tiro y Arvad se rebelaran sin ser castigados por ello después. Con la muerte de Asurbanipal en el 627 a. C., Aramea y Fenicia fueron cayendo del dominio asirio mientras Asiria se veía envuelta en una amarga guerra civil que vería su caída en el 605 a. C. Irónicamente, serían los antiguos vasallos asirios, los egipcios, los que intentarían ayudar a los asirios al trasladar la capital de su colapsado reino a Harrán.
La destrucción del Imperio Asirio significó que Babilonia y luego Persia gobernarían Fenicia, Canaán y Aramea hasta que Alejandro Magno de Macedonia iniciara el Período helenístico.